# Göran Bondesson

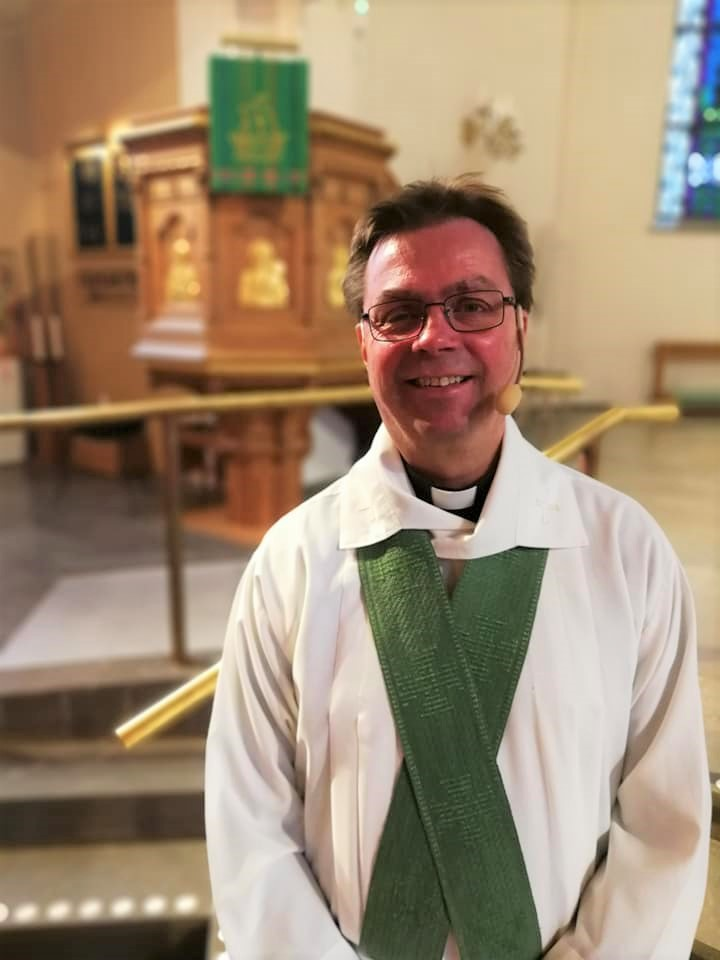
Göran Bondesson, vid sin mottagning som präst i Sankt Johannes församling, Norrköping, 26 januari 2020.

Göran Bondesson, född 1966, var 2008-2009 generalsekreterare för den kristna ungdomsorganisationen equmenia. Innan dess var han förbundssekreterare för Svenska Missionskyrkans Ungdom (SMU) mellan 2003 och 2008, en tjänst han fick efter att ha arbetat för organisationen på distriktsnivå som konsulent i Södra Götalands distrikt. Innan dess arbetade han som pastor i Växjö Missionsförsamling.
Sedan september 2009 är Göran Bondesson pastor i missionskyrkan i Upplands Väsby, Stockholm.

## Biografi
Göran Bondesson är född och uppvuxen i Åseda, Kronobergs län, Småland. Hans föräldrar var grundskolelärare. Redan som barn fick han kontakt med Missionskyrkan genom scoutarbetet. Bondesson visade tidigt lyrisk och musikalisk begåvning. Han hanterade ett flertal instrument och skrev egna visor. 
När han fick uppdrag som ledare i SMU visade han prov på organisatorisk skicklighet. Innan han började sin pastorsutbildning på Teologiska Seminariet praktiserade han som ungdomsledare i Stuvstakyrkan.
Bondesson ordinerades till pastor i Svenska Missionskyrkan 1993.
Den 20 januari 2019 mottogs Bondesson som präst i Svenska kyrkan i Linköpings domkyrka. Sedan januari 2020 är Göran Bondesson verksam i Sankt Johannes församling i Norrköping som arbetsledande komminister. I september samma år mottogs han av församlingen som ny församlingsherde.